# Enguerrand VI de Coucy
Pour les articles homonymes, voir Enguerrand de Coucy.
Enguerrand VI de Coucy (1313 - 26 août 1346), sire de Coucy, de Marle, de la Fère, d'Oisy, d'Havrincourt.

## Biographie
Fils de Guillaume Ier de Coucy et d'Isabelle de Châtillon-St-Pol fille de Guy IV comte de Saint-Pol. Sire de Coucy en 1335, il prend part à la guerre contre Édouard III d'Angleterre :
- en 1339, ses gens tiennent tête à Jean de Beaumont[1], allié d'Édouard III et défendent victorieusement le château d'Oisy contre une troupe de 500 lances et 1 000 hommes d'armes ;
- en 1340, il prend part à l'ost qui se porte au secours de la ville de Tournai ;
- en janvier 1346, il s'illustre au cours de l'expédition de Gascogne menée par Jean, duc de Normandie ;
- en août 1346, il est tué lors d'un engagement précédant la bataille de Crécy.

En 1336, Enguerrand VI échange les villages d'Achery et Mayot contre celui de Septvaux qu'il voulait et qui appartenait a l'évêque de Laon, Albert de Roye.
C'est son fils, Enguerrand VII de Coucy qui lui succède. À l'issue de la bataille de Poitiers, ce dernier sert d'otage en 1360 en échange de la liberté du roi Jean le Bon.

## Union et postérité
Il épouse Catherine d'Autriche, fille du duc Léopold Ier d'Autriche.Il a pour descendance : 
- Enguerrand VII de Coucy, qui épouse Isabelle d'Angleterre en 1365 ;
- Jeanne de Coucy, épouse de Charles de Châtillon[2].